# Lebuinuskirche (Deventer)

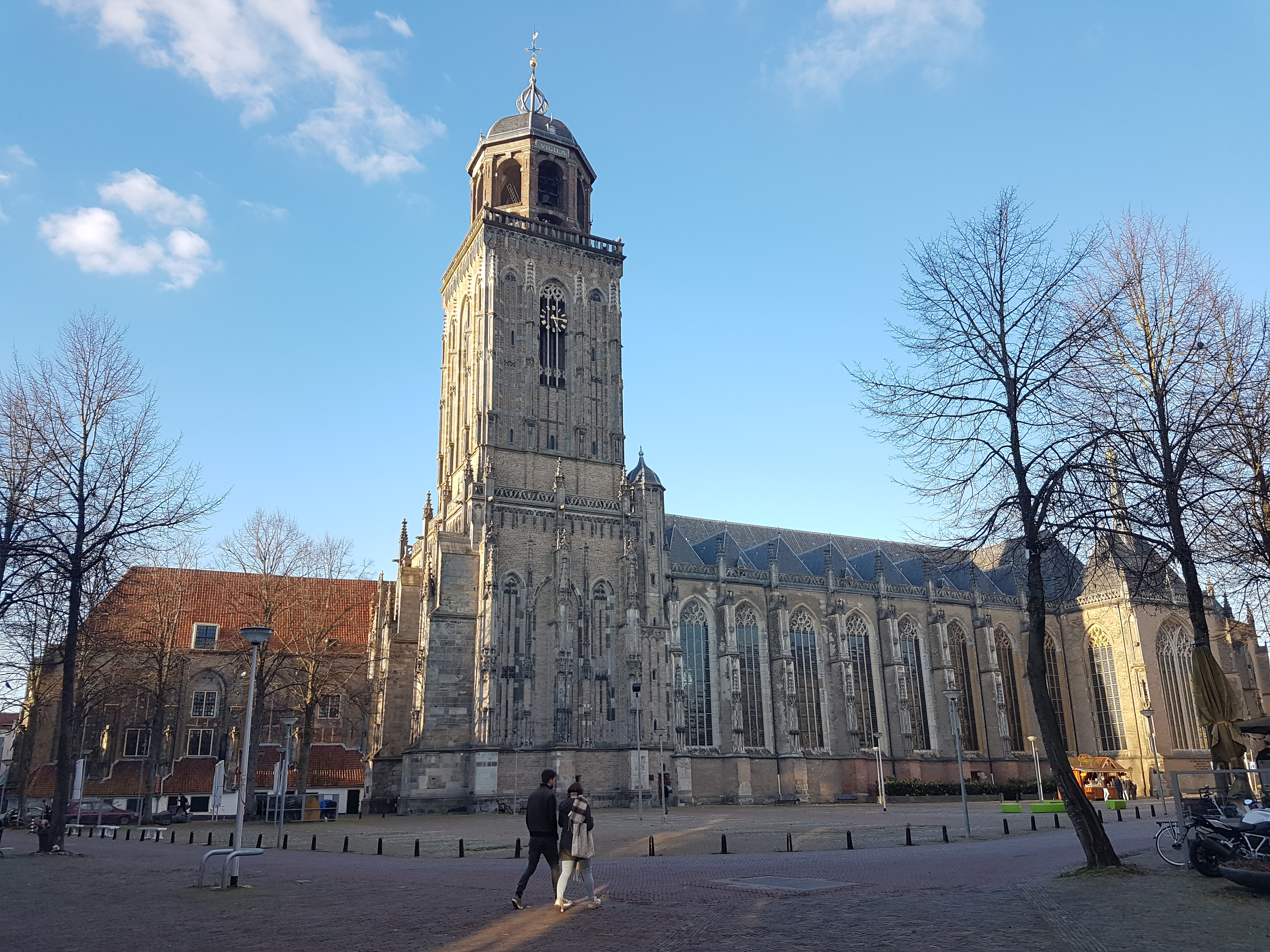
Lebuinuskirche (2021), links die Mariakirche

Die Lebuinuskirche (niederländisch: Grote of Lebuinuskerk) ist die protestantische Hauptkirche der niederländischen Stadt Deventer und war eine der bedeutendsten Kirchen im mittelalterlichen Bistum Utrecht.

## Kirchliche Bedeutung
768 errichtete der angelsächsische Missionar Lebuin eine erste Kirche in Deventer. Schon früh wurde an der Kirche, die wohl im 9. Jahrhundert durch einen steinernen Bau ersetzt wurde, ein Stiftskapitel gegründet. Mit der Erhebung des Bistums Utrecht zum Erzbistum wurde 1559 das Bistum Deventer eingerichtet, und die Lebuinuskirche zu dessen Kathedrale. Diesen Status verlor sie infolge der Reformation schon 1580 wieder.
Heute gehört die Kirche zur Protestantischen Kirche in den Niederlanden, der Kirchturm ist Eigentum der Stadt Deventer. Wie in vielen niederländischen Städten, hat die römisch-katholische Gemeinde in Deventer den Namen der heute protestantischen Hauptkirche übernommen. So trägt die von ihr genutzte Broederenkerk (Brüderkirche), ehemals Klosterkirche der Franziskaner, die offizielle Bezeichnung Römisch-Katholische St. Lebuinuskirche. Dort werden auch die Reliquien des hl. Lebuin aufbewahrt und verehrt.

## Baugeschichte und Architektur
Von den ersten drei Kirchen aus den Jahren 770 (noch von Lebuinus gegründet), kurz nach 775 und ab 881 wurden keine archäologischen Spuren gefunden.
Ab 1046 wurde eine flachdeckige große frühromanische Basilika, von der noch viele Bauteile in der heutigen spätgotischen Hallenkirche stecken. Insbesondere blieb die Krypta erhalten, in der es ein Loch mit Verbindung zur IJssel gibt. Die Wandmalereien in der Krypta sind allerdings erst aus dem 15. Jahrhundert.
Im frühen 13. Jahrhundert wurden an der Basilika erhebliche Umbauten vorgenommen: Der Chor wurde vergrößert, und außer dem Mittelschiff des Langhauses wurden alle Teile des Kirchenraums mit sechsteiligen Rippengewölben eingewölbt.
Wie groß die Schäden an dem Bauwerk durch den Stadtbrand von 1234 waren, ist nicht bekannt. Eine dunkle Stelle des Fußbodens wird auf einen damals in die Kirche gefallenen brennenden Balken zurückgeführt.
Der Umbau zur Hallenkirche begann mit der Errichtung des heutigen südlichen Seitenschiffs 1450–1459 und wurde 1525 vollendet. Beim Umbau wurde für die tragenden Teile Backstein verwendet. Die Außenhaut besteht aus Tuffstein aus der Vulkaneifel, Portale, Fenstergewände, Fialen, Maßwerk und andere Verzierungen sind aus Sandstein. Der Eifeltuff stammt aus beim Umbau abgetragenen Bauteilen der Basilika. Der Turm wurde Ende des 16. Jahrhunderts errichtet und zu Beginn des 17. Jahrhunderts mit einer Laterne bekrönt.

## Orgel
Die Orgel wurde in den Jahren 1836–1839 von dem Orgelbauer Johann Heinrich Holtgräve (Deventer) erbaut. Dabei wurde ein Großteil des Pfeifenmaterials der Vorgängerorgel aus dem 16. Jahrhundert wiederverwendet. 1890–1892 wurden die Windanlage und die Windladen erneuert. 1972–1975 wurde die Orgel grundlegend restauriert. Das Instrument hat 45 Register auf drei Manualen und Pedal. 17 Register datieren auf das Jahr 1722.
| I Hauptwerk C–f3 |                 |     |
| 1.               | Prestant        | 16′ |
| 2.               | Bourdon         | 16′ |
| 3.               | Octav           | 8′  |
| 4.               | Rohrflöte       | 8′  |
| 5.               | Octav           | 4′  |
| 6.               | Gemshorn        | 4′  |
| 7.               | Quinte          | 3′  |
| 8.               | Octav           | 2′  |
| 9.               | Mixtur IV-VIII  |     |
| 10.              | Sesquialtera IV |     |
| 11.              | Cornet V        | 8′  |
| 12.              | Fagot           | 16′ |
| 13.              | Trompet         | 8′  |

| II Rückpositiv C–f3 |               |    |
| 14.                 | Prestant      | 8′ |
| 15.                 | Hohlflöte     | 8′ |
| 16.                 | Quintadena    | 8′ |
| 17.                 | Octave        | 4′ |
| 18.                 | Rohrflöte     | 4′ |
| 19.                 | Quinte        | 3′ |
| 20.                 | Octav         | 2′ |
| 21.                 | Flöte         | 2′ |
| 22.                 | Mixtur III-IV |    |
| 23.                 | Trompet       | 8′ |
| 24.                 | Dulcian       | 8′ |
|                     | Tremulant     |    |

| III Oberwerk C–f3 |                |        |
| 25.               | Baarpijp       | 8′     |
| 26.               | Hohlflöte      | 8′     |
| 27.               | Viola di Gamba | 8′     |
| 28.               | Octave         | 4′     |
| 29.               | Offenflöte     | 4′     |
| 30.               | Quintflöte     | 3′     |
| 31.               | Waldflöte      | 2′     |
| 32.               | Terz           | 1 3⁄5′ |
| 33.               | Sifflet        | 1′     |
| 34.               | Trompet        | 8′     |
| 35.               | Vox Humana     | 8′     |
|                   | Tremulant      |        |

| Pedal C–f1 |           |     |
| 36.        | Prestant  | 16′ |
| 37.        | Subbass   | 16′ |
| 38.        | Octavbass | 8′  |
| 39.        | Flötbass  | 8′  |
| 40.        | Quinte    | 6′  |
| 41.        | Octave    | 4′  |
| 42.        | Flöte     | 4′  |
| 43.        | Bazuin    | 16′ |
| 44.        | Trompet   | 8′  |
| 45.        | Trompet   | 4′  |